# Аукштыкальнис, Владимир Викторович
Владимир Викторович Аукштыкальнис (29 мая 1933, Саратов — 7 октября 2012, Москва) — советский и российский актёр театра и кино. Заслуженный артист РСФСР (1980).

## Биография
Владимир Аукштыкальнис родился в Саратове 29 мая 1933 года.
В 1959 году окончил театральную студию при Саратовском драматическом театре им. К. Маркса (педагог Н. А. Бондарев). По окончании студии был принят в труппу театра, где прослужил всю жизнь.
Умер 7 октября 2012 года в московской больнице.

### Семья
Дочь — актриса Лада Аукштыкальнис.

## Признание и награды
- Заслуженный артист РСФСР (1980).

## Творчество

### Роли в театре
- «Горячее сердце» Островский — Хлынов
- «Красавец мужчина» А. Н. Островского — Олешунин
- 1971 — «Идиот» Ф. М. Достоевского. Режиссёр: Яков Рубин — Фердыщенко[2]
- «Солдатская вдова» Анкилов — Плетнёв
- «Проснись и пой» Дьярфош — Пишта
- «Святая святых» Ион Друцэ — Келин Абабий
- «Мы, нижеподписавшиеся» Александра Гельмана — Лёня Шиндин
- «Член правительства» Катерины Виноградской — Ефим Соколов
- «Макбет» Шекспира — Макдуф
- «Любовь и голуби» Владимира Гуркина — Вася Козякин
- «Мастер и Маргарита» М. А. Булгакова — Стёпа Лиходеев
- «Вишнёвый сад» А. П. Чехова — Фирс
- «Ленинградский проспект» Исидора Штока — Борис Забродин
- «Чти отца своего» Виктора Лаврентьева — Севка
- «Дети Ванюшина» С. А. Найдёнова — Щёткин
- «Зойкина квартира» М.Булгакова — Абольянинов
- Горький «На дне» — Костылёв
- «Изобретательная влюблённая» Лопе де Вега — Капитан
- «Женитьба Фигаро» Бомарше — Садовник Антонио
- 1994 — «Игра королей» Павла Когоута. Режиссёр: И. Сабо — Склепович
- 2003 — «Завтрак у предводителя» И. Тургенева. Режиссёр: Игорь Коняев — Пехтерьев
- 2008 — «Гамлет» Шекспира, режиссёр Марина Глуховская — Священник
- 2010 — «Женитьба» по Н. В. Гоголю. Режиссёр: Антон Коваленко — Анучкин
- 2011 — «Чудо Святого Антония» Мориса Метерлинка. Режиссёр: Ансар Халилуллин — Аббат

### Роли в кино
- 1965 — Верность — эпизод (нет в титрах)
- 1970 — Без права на пощаду
- 1988 — Хлеб — имя существительное
- 1989 — 14 красных избушек — Берданщик, колхозный сторож